# 안강-기계 전투
안강-기계 전투는 또는 경주 전투는 미국 주도의 유엔군과 조선인민군이 6.25 전쟁 초인 1950년 8월 31일부터 1950년 9월 15일까지 경주시를 두고 싸운 전투이다. 이 전투는 넓은 의미에서 낙동강 방어선 전투의 일부였으며, 다부동 전투를 비롯한 같은 시기의 전투만큼 규모가 컸다. 유엔군은 이 전투에서 북한군의 공격을 몇 번이고 격퇴한 끝에 승리를 거두었다.
경주시 안강읍 북쪽의 "경주 협곡"이라 불리는 지역을 사수한 이후 대한민국 육군 제1군단은 조선인민군 제2군단을 상대로 기습 공격을 받게 되었다. 이는 낙동강 대공세의 일부로, 조선인민군이 최후의 반격을 감행한 것이었다. 대한민국 군대는 이미 사기가 꺾인 상황이었고 강력한 방어선을 고수하기 위해 분투했지만, 그들의 거점에서 후퇴할 수 밖에 없었다. 미국 육군은 인민군의 공격을 격퇴하기 위해 대한민국 육군을 지원하게 되었다. 전투는 포항과 안강을 되찾기 위해 치열하게 벌어졌다. 조선인민군은 경주 협곡을 통과해 부산에 위치한 유엔 기지를 공격하고자 했다. 그러나 유엔의 우세한 공중 및 항공 지원으로 미국 육군과 대한민국 육군은 2주 간의 전투 끝에 조선인민군을 물리칠 수 있었다.

## 배경

### 낙동강 방어선
한국 전쟁의 발발과 북한의 대한민국 남침 이후, 조선인민군은 대한민국 육군과 대한민국의 붕괴를 막기 위해 그곳에 파견된 유엔군에 비해 병력과 무기 면에서 우위에 있다는 것을 이점으로 살렸다. 조선인민군의 전략은 유엔군과 대한민국 육군을 공격적으로 밀어붙인 이후 부대의 양측면을 포위하는 것으로, 이는 북한군이 적군의 모든 방향을 포위하고 적을 무질서하게 흩뜨리고 장비를 두고 가게 만들었다. 6월 25일 침공을 시작해서 7월과 8월 초에 이를 때까지 조선인민군은 이 전략을 통해 효과적으로 유엔군을 격파하고 남쪽으로 진격했다. 그러나 미국 제8군의 지휘 하에 유엔군이 8월에 부산 교두보를 구축했을 때, 유엔군은 한반도 남쪽에서 연속적인 방어선을 설치하고 이를 고수해 조선인민군이 측면으로 우회할 수 없게 되었다. 또한 유엔의 효율적인 병참으로 인해 유엔군의 무기와 병력이 보충되면서 조선인민군의 수적 우세는 장점을 잃어버렸다.
조선인민군이 8월 5일 낙동강 방어선에 접근했을 때 그들은 교두보를 향해 4개의 주요 공세로를 형성하면서 이전과 같은 전면 공격을 시도했다. 8월 내내 조선인민군의 제6사단과 제7사단은 미국 제25사단과 마산 전투에서 혈전을 벌였다. 조선인민군은 곰암리와 전투산에서 조우하기 전까지 유엔군의 반격을 격퇴했다. 이 공격들은 제대로 무기를 지급받고 충분한 예비군을 보유한 유엔군이 조선인민군의 공격을 격퇴하면서 정지되었다. 마산시 북쪽에서는 조선인민군 제4사단과 미국 제24보병사단이 낙동강 돌출부 지역에서 맞붙었다. 제1차 낙동강 돌출부 전투에서 조선인민군 사단은 수많은 미군 예비군의 반격으로 낙동강 맞은편에 교두보를 유지할 수 없었고, 8월 19일 조선인민군 제4사단은 전 병력 중 50%가 피해를 입으며 낙동강 좌안으로 철수했다. 대구 지역에서는 대구 전투 기간에 5개의 조선인민군 사단이 유엔군 3개 사단에 여러 번 공격을 가했으나 격퇴되었다. 특히 볼링장 전투에서는 격전이 벌어져 조선인민군 제13사단이 거의 궤멸되었다. 동해안에서 3개의 조선인민군 사단이 포항 전투에서 격퇴되었다. 모든 전선에서 조선인민군 병력은 이러한 패배에 크게 동요되었는데, 처음으로 그들의 전략이 유효하지 않았기 때문이다.

### 9월 공세
조선인민군은 새로운 공세를 계획하였고, 이 과정에서 인민군 사령부는 유엔군의 측면을 치는 것이 유엔 해군의 지원으로 불가능하다고 결론내렸다. 그 대신, 인민군은 교두보를 돌파하기 위해 전면 공격을 사용해 전투에서 승리를 달성하는 기미조차 제거하고자 했다. 소련에서 온 정보를 바탕으로 조선인민군은 유엔군이 병력을 강화하고 있으며 이들이 공세를 곧 수행하거나 전투에서 패배할 것이라는 것을 인지했다. 부차적인 목표는 대구를 포위하여 이곳에 주둔한 유엔군 및 대한민국 육군의 부대를 격멸하는 것이었다. 이러한 임무의 일부로써 조선인민군은 대구로 이어지는 보급선을 처음으로 차단하고자 했다.
8월 20일, 조선인민군 사령부는 그들의 예하 부대에게 작전명령을 하달했다. 조선인민군은 유엔군의 방어선을 향해 5개의 동시 공격을 요구했다. 이 공격은 유엔 방어병력을 압도하고 조선인민군에게 적어도 유엔군을 후퇴시킬 수 있는 장소 한 곳을 제공해 돌파구를 만들어줄 수 있었다. 5개의 전투단이 형성되었다. 가장 동쪽에 위치한 부대는 조선인민군 제12사단과 제5사단으로, 이들은 대한민국 육군 제3사단과 수도사단을 포항과 경주에서 축출하는 임무를 맡았다.

## 전투

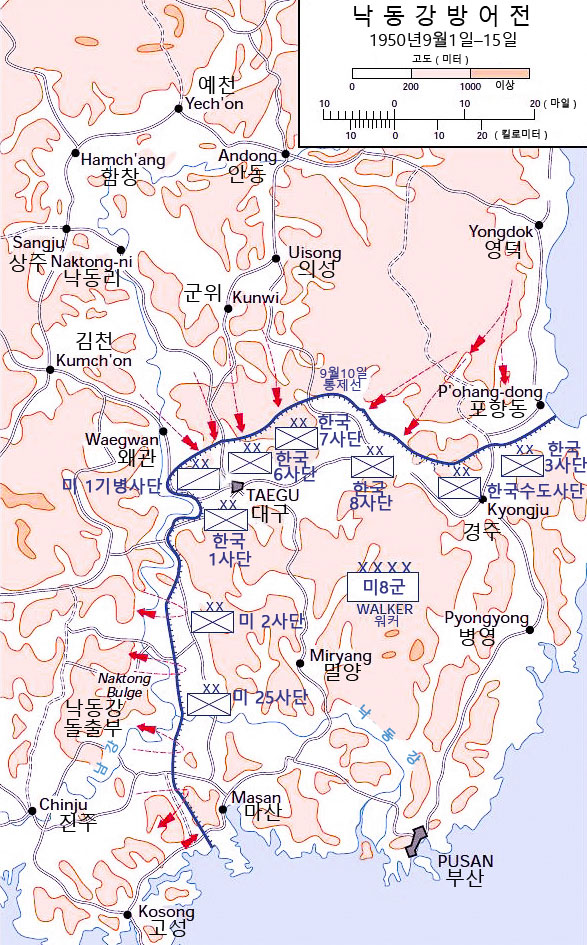
1950년 9월 부산 교두보 전투의 지도에 나타난 경주 협곡은 지도의 동북부 끝에 있었다.

조선인민군은 한반도 동해안에 위치한 유엔군의 우측면을 먼저 공격했다. 조선인민군 제2군단은 북쪽과 동쪽에서 벌어질 경격을 9월 2일로 계획하고 있었지만, 5,000명의 병력을 보유한 조선인민군 제12사단은 계획보다 일찍 산맥을 통과해 전진하던 중 포항과 기계에서 패배한 후 전열을 가다듬고 있었다. 제12사단은 음식 보급과 무기, 탄약이 부족했고, 병사들은 사기가 저하된 상황이었다. 8월 26일 포항과 기계에 있던 미국 및 대한민국 장교들은 상황을 긍정적으로 보고 있었다. 그들은낙강 방어선에 대한 적의 마지막 위협이라고 생각한 이 전투에서 승리한 것을 서로 축하하고 있었다.

### 초기 공격
조선인민군 제12사단과 만난 첫 부대는 수도사단이었다. 8월 27일 오전 4시 기계 북쪽에서 대한민국 수도사단 제17연대에게 조선인민군은 공격을 가했다. 이 공격으로 연대 전체가 굴복해 후퇴하게 되었다. 대한민국 제18연대 역시 측면이 노출되어 동쪽으로 후퇴했다. 철수하는 동안 제17연대는 기계읍을 빼앗겼고, 수도사단 전체가 기계읍에서 남쪽으로 3km 떨어진 지점까지 후퇴했다.
8월 27일 대구에서 브리핑을 받은 후 미국의 월턴 워커 중장은 이러한 상황 전개에 우려를 표했다. 1달 전에 한국에 도착했던 존 B. 콜터 소장도 여기에 참석했다. 30분간의 브리핑이 끝나고 워커는 콜터에게 동부의 대한민국 육군을 관찰하고 오라는 명령을 내렸다. 콜터는 경주로 가서 12:00에 그곳에 도착했다. 한편 워커는 공식적으로 제8군의 부사령관으로 콜터를 임명한 이후 대한민국 제1군단의 지휘를 그에게 맡겼다. 이 때 제1군단은 수도사단과 대한민국 제3사단, 미국 제21보병연대의 제3대대, 미국 제9보병연대, 제73중전차대대 C 중대를 예하 부대로 두고 있었다. 콜터는 이 부대를 잭슨 특수임무부대로 재명명하고 그의 본부를 대한민국 제1군단과 주한 미군 군사 고문단이 사령부로 사용했던 건물에 본부를 수립했다.
콜터는 경주에 도착한 그 날 대한민국 제1군단이 급속히 와해되고 있고 사기가 저하되었음을 발견했다. 콜터는 기계 지역에 형성된 조선인민군의 돌출부를 제거하고 포항에서 북쪽으로 12km 떨어진 월포리와 영천 북쪽 고지까지 진격하는 임무를 맡았다. 영천과 월포를 잇는 이 선은 기계에서 북쪽으로 16km 떨어진 곳에 위치했다. 콜터는 잭슨 특수임무부대가 기계의 첫 고지를 점령하기 위해 최대한 빠르게 공격을 개시할 예정이었다. 워커가 그의 명령을 철회하고 경주에서 상황을 호전시키고 신속히 진격하라는 지시를 내린 이후, 이를 콜터에게 보고하기 위해 8월 27일 미국 제21보병연대는 대구 북쪽의 거점으로 이동 중이었다. 연대는 대구에서 오전 10시에 출발해 오후에 경주에 도착했다. 콜터는 즉각적으로 제3대대를 수도사단 전방에 위치한 지역인 안강읍으로 보냈다.

### UN군 반격
콜터의 공격 계획은 8월 28일로 연기되었다. 제1군단의 군단장이었던 김홍일 소장은 그가 공격을 할 수 없다는 것과 사상자가 너무 많이 발생했다는 것, 그리고 대한민국 육군이 지쳐있다는 것을 콜터에게 말했다. 포항에 있던 조선인민군 제5사단은 남쪽으로 다시 압박을 가하기 시작했고, 그곳에서 적과 충돌한 대한민국 제3사단은 철수하려는 조짐을 보이기 시작했다. 주한미군 군사 고문단은 제3사단의 사단장이었던 김석원에게 반격을 해줄 것을 충고했으나, 김석원은 이를 거부했다. 다음 날 김석원은 포항에 있는 그의 사단본부를 철수시킬 예정이라고 말했다. 주한미군 군사 고문관은 고문단이 포항에 남아있을 것이라고 대답했다. 이에 김석원은 매우 히스테리해졌지만, 체면을 구기지 않기 위해 그곳에 남아있기로 결정했다. 그 날 워커는 대한민국 육군과 대한민국 국방부 장관 신성모에게 특별연설을 발표했다. 그는 부산 교두보에서 대한민국 군대가 방어선을 고수해줄 것을 요구했고, 남아있는 유엔군에게 가능한 확고하게 그들의 거점을 방어해 줄 것과 필요하다면 북한군이 그들의 목표를 달성하지 못하게 하기 위해 반격을 해줄 것을 강조했다
압력을 직면한 상황에서 대한민국 육군의 혼란은 조선인민군의 엄청나게 큰 것이어서 잭슨 특수임무부대가 공격을 개시할 수 없을 정도였다. 미국 제21보병연대는 안강에 위치한 집결지에서 28일 아침 공격을 기다리고 있었지만, 대한민국 제17연대는 그 날 밤 기계 북쪽에 위치한 고지의 거점을 빼앗겼고, 공격은 취소되었다. 대한민국 육군은 그들의 거점을 오후에 되찾았지만 밤에 다시 빼앗겼다. 같은 시간 조선인민군 제5사단의 일부 부대원은 포항 남서쪽에 위치한 대한민국 제3사단의 방어선을 돌파했다. 콜터는 제21보병연대에게 이 돌파를 격퇴하라고 명령했다. 8월 29일 제21보병연대의 B 중대가 제73중전차대대 B 중대의 지원 하에 성공적으로 포항 남쪽 끝에서 북서쪽을 향해 반격을 가했다. 대한민국 부대가 그들을 따라갔다. 이후 미군 부대는 포항에서 철수했다. 그 날 밤 대한민국 부대도 철수했고, 다음 날 미군 보병-전차 부대가 하루 전 실시했던 전투를 반복했다. 제21보병연대는 이후 대한민국 제3사단의 포항 북쪽 및 북동쪽 구역을 인계받았다.
8월 29일, 미국 전차와 포병의 지원을 받은 수도사단은 기계를 탈환하고 조선인민군의 반격에 맞서 밤 동안 지역을 방어했다. 그러나 새벽에 이들은 다시 기계를 빼앗겼다. 미국 공군은 기계 지역에서 빠른 템포로 공격을 지속했다. 대한민국 병력은 공군의 공격으로 사망한 많은 조선인민군의 시체를 발견했다고 보고했다. 그들은 군복에서 민간인으로 위장한 옷가지들도 많이 발견했다. 기계 지역에서 미국 공군이 활동한 이후, 미국 해군의 선박들은 동해안을 따라 진격하는 조선인민군 제5사단을 정지시키는 것을 돕기 위해 노력했다. 순양함 1척과 구축함 2척이 포항 북쪽으로 8km 떨어진 흥해 지역에서 화력을 집중시켰다. 흥해 지역에서 조선인민군 제5사단은 집결 중이었고, 전방 보급기지가 이곳에 위치했다. 3척의 함선은 8월 29일부터 30일까지 대한민국 제3사단을 지원하기 위해 1,500발의 포를 쏘았다. 이러한 항공 및 함선 지원에도 불구하고 8월 31일까지 기계와 포항에서는 전투가 지속되었다.

### 기계 재탈환
9월 1일, 유엔 항공 정찰은 조선인민군(KPA)이 기계와 포항동 상공의 산악 지대를 통해 남하하고 있는 것을 발견하였다. 다음 날, 또 다른 대규모 공격이 기계 북부 및 북서쪽에서 형성되고 있었다. 오후가 되어 수도사단에 소속된 한국군에 배속된 미군 군사고문단(KMAG)은 약 2,500명의 인민군 병력이 국군 제17연대와 제18연대 사이의 틈을 뚫고 침투한 것으로 추정하였다.

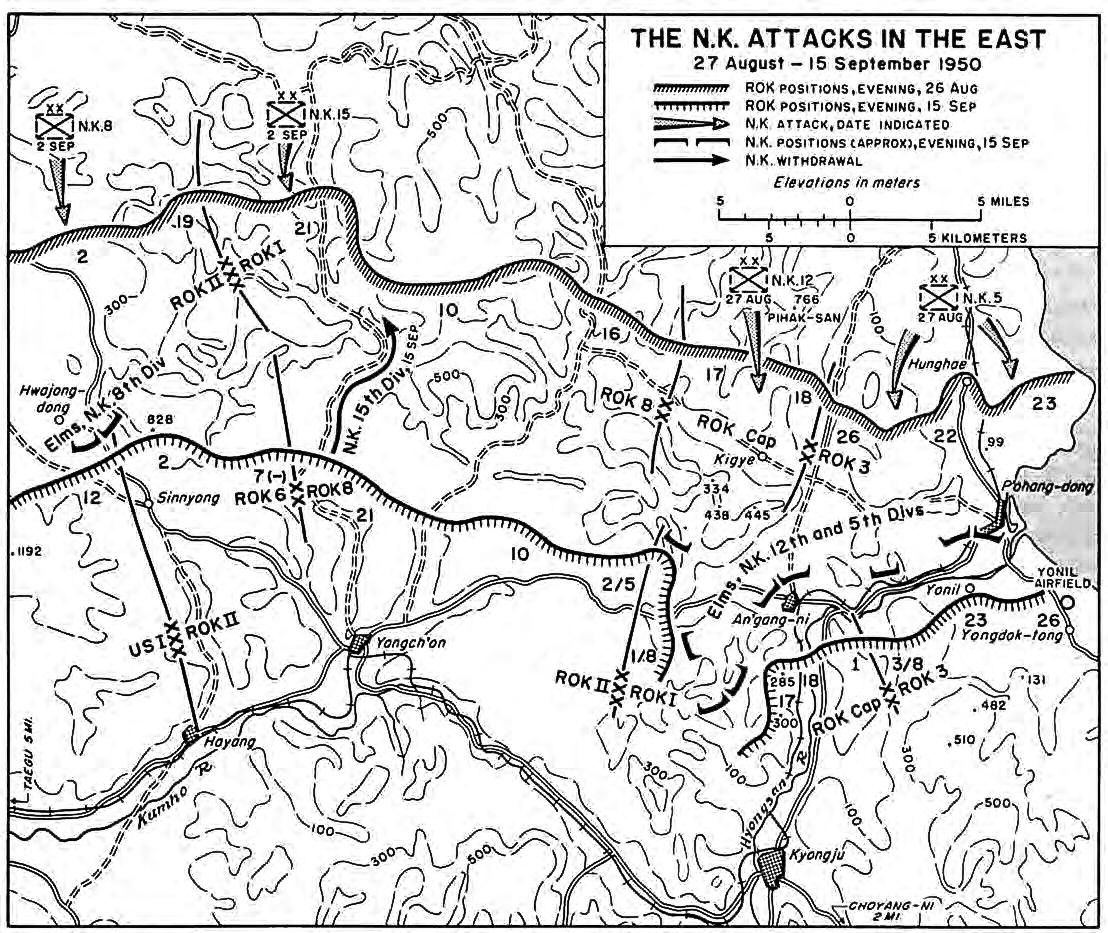
1950년 8월 27일부터 9월 15일까지 경주 회랑 지역으로 진격하는 북한군

같은 시기, 포항 북쪽에서도 조선인민군의 압박은 점차 강화되고 있었다. 조선인민군 제5사단은 보강 병력을 투입해 국군 제23연대 전방의 99고지를 계속 공격했다. 이 고지는 앞서 영덕 인근의 181고지와 마찬가지로 치열하고 끈질긴 전투가 벌어져 악명 높은 곳이 되었다. 유엔군의 공습, 포병 사격, 함포 지원에도 불구하고 국군 제3사단은 이 고지를 탈환하지 못하고 많은 피해를 입었다. 9월 2일, 미 제21보병연대는 포항동에서 북서쪽으로 공격을 개시하여 국군이 99고지를 재탈환하는 데 지원하고자 했다. 탱크 한 소대가 포항동과 흥해 사이의 계곡 도로를 따라 진격하였다. 연대장은 K중대에게 99고지 공격을 명령하였다. 그러나 제21보병연대는 느리게 전진하였고 피해도 컸다. 오후 3시 25분경, K중대는 단 35명만이 전투 가능하였고, 나머지는 전사·부상·실종 상태였다. 이들은 고지에 엄폐한 인민군의 치열한 수류탄 투척과 방어로 인해 정상에 도달하지 못했다. 이 공격에서 미 제6전차대대 소속 전차 2대가 손실되었는데, 하나는 지뢰지대에서, 다른 하나는 궤도 이탈로 인해 손실되었다. 해질 무렵, 수도사단과 제3사단 경계선 상의 기계 동쪽 3마일 지점에서 인민군이 침투하였다.
다음 날 9월 2일 새벽 1시 30분, 인민군 제12사단은 인민군 제2군단의 총공격의 일환으로 기계 계곡 남쪽 고지대를 방어하던 수도사단을 타격하였다. 이 공격으로 좌측의 국군 제18연대는 334고지와 438고지 일대에서, 우측의 제17연대는 445고지에서 후퇴하였다. 9월 3일 새벽까지 인민군의 돌파는 안강리 동쪽 3마일 지점의 동서 간 주요 도로에 도달하였다. 이로 인해 인민군 제12사단은 야간에만 5마일을 전진하였고 수도사단은 사실상 붕괴되었다.
이러한 상황에 따라 콜터(Coulter)는 포항 북서쪽에 배치된 미 제21보병연대를 철수시켜 경주 인근에 집중시켰다. 제2대대는 8월 31일에 합류했지만, 콜터는 이를 안강리에 예비대로 대기시켜 왔다. 이 대대는 경주 주변에 말굽형 방어진을 형성하였고 일부 병력은 7번 국도 동쪽 3km에 있는 고지에 배치되었다. 연대의 나머지 병력은 경주 북쪽 집결지에 모였다. 이와 동시에 워커 장군은 새로 창설된 국군 제7사단을 인민군 돌파 부대에 대응하도록 투입하였다. 제5연대는 이날 오후 영천에, 제3연대(제1대대 제외)는 경주에 각각 도착하였다. 워커는 또한 콜터에게 다음 부대들의 활용 권한을 부여하였다: 미 제9보병연대 제3대대, 제9연대 전차중대, 제15야전포병대대. 이들은 연일비행장 방어를 위해 대기 중이었으나 이전까지는 투입되지 않았다.

### 안강리 함락
9월 3일 낮 동안, 포항에 있던 KMAG 고문들은 수도사단이 포항동에서 철수할 계획임을 콜터에게 보고하였다. 콜터는 즉시 국군 I군단 사령관에게 연락하여, 국군 제3사단이 포항을 방어한 현 위치를 유지하라고 명령하게 하였다. 그 후 콜터는 제3사단이 제자리를 지키고 있는지를 확인하기 위해 매 30분마다 연락을 취하였다. 그러나 9월 3~4일 밤, 국군 I군단 전선의 나머지 지역이 붕괴되었다. 조선인민군 T-34 전차 3대가 국군 포병 1개 포대를 초토화한 뒤, 갓 도착한 국군 제5연대의 2개 대대를 흩트려 놓았다. 이어진 박격포 준비사격 후, 인민군은 2시 20분에 안강리에 진입하였다. 한 시간 후, 수도사단의 지휘소는 도시에서 철수하였고 전투는 점차 혼란스러워졌다. 오전 4시경, 미군 전차는 수도사단의 잔존 병력이 인민군 병력과 뒤섞이자 사격을 중단했다. 날이 밝은 뒤, 미 제21보병연대 G중대는 자신들이 안강리에 고립되었으며, 인민군에게 포위 직전이라는 사실을 깨달았다. 국군 병력은 모두 사라진 상태였다. 오후 6시 10분, G중대는 도시에서 철수하여 동쪽 도로 상의 다리 인근, 제2대대 본대 근처에 방어 진지를 구축하였다. 인민군은 안강리를 점령하고 철도를 따라 남쪽으로 진출하였다.
제21보병연대 제2대대는 상급부대로부터 철수 명령을 받고 경주 북쪽 집결지로 이동하라는 지시를 받았다. 그러나 이들은 안강리 동남쪽 3마일 지점의 형산강을 건너는 도중, 인민군이 설치한 도로봉쇄 진지와 전투를 벌여야 했다. 그들이 집결지에 도착했을 때, G중대가 없다는 것을 알아차리고, 다시 G중대를 구출하기 위해 북쪽으로 되돌아가야 했다. 제2대대는 다시 북상하여 G중대를 다리 인근에서 발견하였고, 양 부대는 다시 합류하여 전차 화력 지원을 받으며 도로와 고지대를 뚫고 전투를 치르며 탈출하였다. 이 과정에서 미 M46 패튼 전차 3대가 궤도가 파괴되었고, 이를 인민군이 사용하는 것을 방지하기 위해 미군 포병이 전차들을 파괴하였다. 제2대대는 오전 12시 무렵 경주 지역에 도착하였다.

### 경주 위협
9월 4일 정오까지, 인민군은 안강리와 경주 사이 도로 상에 3마일 이내로 도로봉쇄 진지를 구축하였다. 포항동 지역에서 국군 제3사단과 수도사단 사이에는 2마일의 간극이 생겼다. 그러나 유엔군 전선에서 가장 큰 균열은 형산강 서쪽의 고산 지대, 즉 안강리 남서쪽의 산악지대에서 발생했다. 경주 북서쪽 이 지역에서는 수도사단과 국군 제8사단 사이에 8마일에 달하는 간격이 벌어져 있었다. 이 방향은 철도와 도로망이 남쪽으로 경주 회랑을 지나 부산으로 연결되는 주요 축선이었기에, 인민군이 이 방면으로 침투할 경우 전략적으로 큰 위협이 되었다. 좌익 측면이 텅 빈 상황에서 콜터는 미 제21보병연대를 광활한 계곡과 주변 고지대에 투입하여 북서쪽에서 진격할 수 있는 인민군의 접근을 차단하도록 하였다.
9월 4일 저녁, 경주의 상황은 극도로 긴박하였다. 국군 I군단장 김홍일 장군은 경주에서 철수할 것을 제안했다. 그는 인민군이 북쪽 고지대에서 불과 3마일 거리에 있으며, 이날 밤 공격이 개시되면 도시가 함락될 것이라고 주장했다. 그러나 콜터는 자신은 지휘소를 옮기지 않겠다고 응답했다. 그는 지휘소가 위치한 건물 주변에 전차 4대를 배치하고, 도로 곳곳에는 KMAG 장교들을 배치해 후방으로 도망치려는 국군 병력을 모아 도시 변두리에 배치하였다. 한 명의 KMAG 소령은 후퇴하려던 국군 병사들을 권총으로 위협하며 억류해야 할 정도였다.
그러나 예상되었던 인민군의 경주 공격은 끝내 일어나지 않았다. 인민군은 대신 동쪽으로 방향을 틀어, 경주 북쪽의 도로를 가로질러 연일비행장 방향으로 진격하였다. 다음 날, 미 공군은 경주 북쪽 4마일 지점 도로 상의 인민군 포대를 공격하였고, 기계-경주-포항 삼각지대 내에서 기동 중인 인민군 부대들을 공중에서 포착해 집중 공격을 가했다.

### 포항 함락
9월 5일 새벽 2시, 국군 I군단에 파견된 KMAG 고문 롤린스 S. 에머릭(Rollins S. Emmerich) 미 육군 중령은 긴급히 연일비행장으로 이동하여, 그곳에 주둔 중인 미 제9보병연대 제3대대의 지휘관 D. M. 맥메인스(D. M. McMains) 중령과 상황을 협의하였다. 에머릭은 전차 1개 소대를 확보한 뒤 포항으로 돌아왔다. 그는 해당 전차들을 방어 진지에 배치하고 인민군의 기갑 공격에 대비하였다. 오전 5시 30분, 국군 제22연대 일부가 인민군 공격을 받고 철수했다는 정보가 전해졌다. 이 틈을 타 인민군이 침투하였고, 오전 11시 직전, 포항에 있던 미군 전차들은 인민군의 치열한 기관총 사격을 받았다. 인민군의 SU-76 자주포 5대가 접근하며 공격을 가해왔다. 미군 전차는 한 블록 거리에서 선두 차량을 격파하여 승무원 3명을 전사시켰다. 나머지 4대는 교전 끝에 후퇴하였다. 이후 에머릭은 공군 공습과 포병 사격을 지휘하여 나머지 SU-76 4대도 모두 파괴하였다. 하지만 이날 오후 2시 35분, 연일비행장에서 모든 장비와 보급품을 빼라는 명령이 하달되었다.
9월 5일 밤부터 6일 새벽 사이, 포항 시내의 전황은 최고조에 달했다. 자정 무렵, 인민군 박격포 또는 포탄 10발이 포병 사령부 인근에 떨어지자 국군 제3사단은 지휘소를 이전하였다. 하지만 적 포격은 새 지휘소에도 연이어 집중되었고, 이는 관측 및 조준된 정밀 사격임이 분명했다. 제3사단장 이준식 준장과 주요 참모 몇 명은 갑자기 병을 이유로 지휘를 포기하였다. 결국 사단은 포항에서 철수하였고, 9월 6일에는 도시가 다시 인민군의 수중에 떨어졌다. 이로 인해 국군은 국군 제군단장과 제3사단장을 모두 해임하였다. 이후 국군은 주요 지휘부에 대해 교체를 단행하였다. 국군 제1군단은 김백일 준장이, 수도사단은 송요찬 대령이, 제3사단은 이종찬 대령이 각각 지휘를 맡게 되었다.
국군 수도사단과 제8사단 사이의 넓은 간극으로 인해 국군 제1군단은 경주에서 제8사단을 지휘할 수 없는 상황이었고, 이에 따라 9월 7일, 국군은 제8사단을 국군 II군단으로 이관하고, 여기에 제7사단 소속 제5연대를 배속하였다. 이 지휘 체계 전환은 인민군 제15사단이 제8사단 전선을 돌파하여 대구~포항 회랑의 중심지인 영천에 진입하던 시점과 맞물려 있었다. 국군 제3연대는 안강 서쪽에서 출발해 영천으로 진격하며 이 간극을 메우기 위한 작전에 나섰다.

### 미 제24보병사단 도착
9월 4일, 인민군이 동부 전선에서 거둔 성과로 인해 워커 장군은 해당 지역에 더 많은 병력을 투입하기로 결정하였다. 하루 전, 그는 미 제24보병사단에게 대구 근처 예비 위치에서 나와 낙동강 하류의 낙동강 돌출부(Naktong Bulge) 지역으로 이동하여, 제2보병사단 전선에 투입된 미 제1임시해병여단(1st Provisional Marine Brigade)과 교대하라는 명령을 내린 바 있다. 사단은 그날 밤 수산리 인근 낙동강 강변에 야영하였다. 그러나 9월 4일 아침, 해병대를 교체하기도 전에, 제24보병사단은 새로운 명령을 받아 경주로 향하게 되었다.
사단의 부사단장 개리슨 H. 데이비드슨(Garrison H. Davidson) 준장은 즉시 지프를 타고 경주로 향했고, 그날 저녁 경주에 도착하였다. 제24보병사단의 병력과 소속 제19보병연대는 다음 날인 9월 5일 오후 1시에 이동을 시작하였고, 진흙탕이 된 도로를 따라 행군하여 대부분 자정 무렵에 경주에 도착하였다. 사단장 존 H. 처치(John H. Church) 소장 역시 당일 중으로 경주에 도착하였다. 사단 예하 모든 부대는 9월 6일 오전 7시까지 집결을 완료하였다.
콜터는 인민군 제15사단이 대구 측면 회랑에 위치한 영천을 돌파하여 경주 방향으로 접근 중임을 인지하고 있었다. 이에 9월 6일, 그는 미 제21보병연대에게 다음 날 경주 북서쪽 산악지대로 이어지는 계곡과 인접 고지대를 따라 공격을 개시하라고 명령하였다. 9월 7일, 제21보병연대는 해당 지역으로 진격하였으나 거의 저항을 받지 않았다.
9월 7일 12시 30분, 제8군은 '잭슨 부대(Task Force Jackson)'를 '처치 부대(Task Force Church)'로 개칭하였다. 이어 오후 1시, 콜터는 경주를 떠나 다시 태구 본부로 복귀하여 본래의 작전 계획 업무에 복귀하였다. 이제 동부 전선은 처치 장군이 지휘하게 되었다. 같은 날 오후, 처치는 콜터가 내린 제21보병연대의 산악지대 공격 명령을 철회하였다. 그는 이 공격이 병력을 지나치게 분산시키는 비효율적 작전이라 판단하였고, 연대를 경주 인근에 집중시키는 것이 낫다고 판단했다.
또한 처치는 부대 배치를 한 차례 더 조정하였다. 9월 8일, 그는 지휘소를 경주에서 남쪽 4마일 지점에 위치한 초양리 근방으로 이전하였다. 그는 이 위치가 도심보다 방어가 용이하고, 교통 혼잡도 적을 것으로 판단하였다.

### 교착 상태

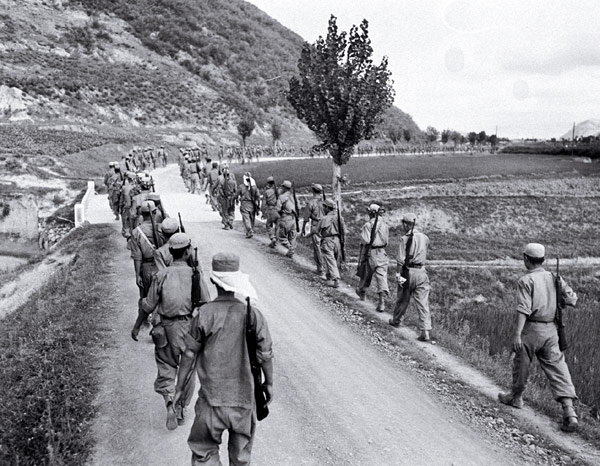
1950년, 포항 인근 전선으로 향하는 국군 병력

안강리에서 경주에 이르는 계곡 주변 고지대에서는 인민군과 국군 수도사단 간의 치열한 전투가 계속되었다. 미 제19보병연대 제3대대는 9월 8일~9일 자정 직후 이 지역 전투에 투입되었다. 인민군 병력이 K중대를 공격하여 안강리와 경주 사이 방어 거점인 300고지에서 몰아냈다. 인민군은 9월 9일 내내 미군의 반격에도 불구하고 이 고지를 점령한 채 방어를 유지했다.
그보다 북쪽, 계곡 좌측에서는 국군 제17연대가 공격을 감행하였다. 미 제13야전포병대대의 지원 하에, 이들은 285고지를 탈환하고 인민군의 여러 차례 반격을 방어해냈다. 반면 계곡 동측에서는 국군 제18연대가 제한적인 진전을 이루었다. 이들 전투는 태풍으로 인한 폭우 속에서 진행되었다. 구름이 낮게 깔려 있어 공중 지원은 거의 불가능하였다. 비는 9월 10일이 되어서야 그쳤다.
9월 둘째 주, 인민군 제5사단 일부는 포항 서쪽, 남서쪽, 그리고 남쪽 고지대까지 진출해 있었다. 이 가운데 1,600명 규모로 추정된 인민군 부대는 연일비행장 남서쪽 4.5마일 지점에 위치한 482고지 및 510고지에 도달하였다. 이들에 맞선 국군 제3사단 예하 2개 연대는 공항 서측 계곡을 따라 형성된 고지 방어선에 배치되어 있었지만, 인민군은 이들 사이 틈새를 파고들기 시작했다.
9월 9일 저녁, 처치 소장은 연일비행장을 위협하는 이 인민군 병력에 대응하기 위해 ‘데이비드슨 부대(Task Force Davidson)’를 창설하였다. 해당 비행장은 8월 중순 이후 전투기 정비 및 주유 등 긴급 목적 이외에는 사용되지 않고 있었지만, 공군 장비·탄약·연료 등 물자 철수가 여전히 진행 중이었다.
데이비드슨 부대는 다음 부대로 구성되었다: 미 제19보병연대(제3대대 제외), 제9보병연대 제3대대, 제13야전포병대대, 제15야전포병대대 C포대, 제3공병전투대대 A중대, 제9보병연대 전차중대, 고사포 2개 포대 및 기타 지원 부대.
경주 지역에서 연일비행장으로 이어지는 주요 경로가 인민군에게 차단당한 상황에서, 데이비드슨 부대는 9월 10일 하루를 들여 남쪽으로 우회하는 경로를 따라 목표 지점으로 접근하였다. 이들은 저녁 7시 무렵 연일비행장 남쪽 1마일 지점인 용덕동 집결지에 도착하였다. 데이비드슨 준장은 그날 새벽, 경주에서 비행기를 타고 먼저 용덕동에 도착하였다. 착륙 지점에서는 KMAG 고문 에머릭이 그를 맞이하였다. 비행 중 데이비드슨은 인민군 병력을 식별하지 못했지만, 에머릭은 인민군이 국군을 131고지에서 몰아냈다고 전했다. 해당 고지는 연일비행장 방어선에서 두 국군 연대의 경계에 해당하는 중요한 고지였다.
데이비드슨과 에머릭은 국군 병력이 밤 사이 반드시 131고지를 탈환해야 한다는 데 의견을 모았고, 이후 미군 부대가 제3사단을 돌파해 482고지를 점령하는 계획을 수립하였다. 만약 국군이 해당 고지를 확보할 수만 있다면 방어선 전체를 유지할 수 있으리라 기대되었다. 에머릭은 데이비드슨을 국군 제3사단장에게 인도하였고, 데이비드슨은 해당 지역 작전 지휘권이 자신에게 있음을 알리고 공격 계획을 전달하였다. 그날 밤, 국군 병력은 131고지를 성공적으로 재탈환하고 방어선을 복구하였다. 이 과정에서 국군 제3공병대대는 보병처럼 전투에 참여했으며, KMAG 고문인 월터 J. 허친스(Captain Walter J. Hutchins) 미 육군 대위의 지도 아래 큰 공을 세웠다.

### 북한군 격퇴
9월 11일 아침, 미 제19보병연대는 131고지 남쪽에 위치한 국군 연대를 통과해 전진하였다. 제1대대가 선봉에 섰고, 오전 9시 30분경 출발 지점에서 2마일 떨어진 첫 번째 고지대를 별다른 저항 없이 점령하였다. 이후 제2대대가 제1대대를 대신해 계속 서쪽으로 진격하였으며, 험준한 협곡을 넘어 약 1마일 떨어진 482고지(운제산)로 공격을 전개하였다. 이 고지는 인민군이 깊이 참호를 파고 구축한 방어 거점이었으며, 치열한 기관총 사격으로 제2대대의 공격을 저지하였다.
9월 12일 아침, 오스트레일리아 왕립 공군 제77비행대대(No. 77 Squadron RAAF) 소속 항공기 4대가 인민군 진지를 네이팜탄으로 공격하였다. 이어서 포병의 사전 포격이 실시되었고, 제2대대는 곧바로 공격을 재개하여 정오 무렵 482고지를 점령하는 데 성공하였다. 그날 오후, 국군이 데이비드슨 부대를 교대하여 해당 고지를 방어하게 되었고, 데이비드슨 부대는 용덕동 남서쪽 계곡으로 하산하여 그곳에서 야영하였다. 9월 13일, 데이비드슨 부대는 경주로 복귀하였다.
이와 동시에, 경주 북쪽 300고지를 둘러싼 일주일간의 전투도 끝이 났다. 국군 제3사단 소속 1개 연대가 9월 11일 고지를 점령하였고, 오후에는 미 제19보병연대 제3대대가 국군을 교대하였다. 300고지 전역에는 인민군 전사자 257명의 시신이 널려 있었으며, 많은 무기와 장비, 일부는 미군 장비까지 버려져 있었다. 이 전투에서 미 제19보병연대 제3대대는 37명의 전사자를 기록하였다.
1950년 9월 12일은 동부 전선에서 인민군의 공세가 사실상 종료된 날로 평가된다. 이 시점까지 인민군 제12사단은 사실상 궤멸되었고, 제5사단 역시 포항 인근에서 남은 병력을 수습하며 방어를 시도하는 상황이었다. 항공 정찰은 많은 인민군 잔존 병력이 북쪽 및 동쪽으로 퇴각하고 있음을 확인하였다. 국군 제3사단은 후퇴 중인 인민군 제5사단을 추격하였고, 국군 수도사단은 제12사단의 패잔병을 상대하며 전진하였다. 9월 15일, 수도사단 일부는 안강 남쪽 외곽에 도달하였다. 인민군 병력이 기계 방향으로 퇴각 중이라는 보고가 이어졌다. 동부 전선의 위협이 사실상 해소되자, 제8군은 9월 15일 정오부로 ‘처치 부대(Task Force Church)’를 해산하였고, 국군 I군단은 다시 국군의 지휘 하에 놓이게 되었다. 또한 제8군은 미 제24보병사단에게 경산(Kyongsan) 으로 이동하라는 명령을 내리며 병력 재배치를 단행하였다. 제21보병연대는 이미 9월 14일 경산으로 이동을 완료한 상태였으며, 제9보병연대는 당분간 경주에 남아 제8군 예비대로 편제되었다.

## 여파
남북한 군은 전투에서 막대한 피해를 입었고, 각 측은 상대방에게 많은 사상자를 입혔다. 정확한 사상자 수는 알 수 없다. 양측 모두 막대한 피해를 입은 것으로 알려져 있다. 9월 15일 인천 상륙 작전과 9월 16일 시작된 낙동강 방어선에서의 돌파 작전 이후, 이 지역의 조선인민군 부대들은 북쪽으로 도망쳤고, 조선인민군 제5사단과 제12사단의 병력 중 몇 천 명만이 북한으로 돌아온 것으로 알려졌다. 한편, 미군 사상자는 상대적으로 적었다.
9월 첫 2주 동안 동부 전선 전투에서 대한민국군은 사기가 저하되었음에도 불구하고 대부분의 지상 전투를 수행했다. 미군 전차, 포병, 지상 부대가 이들을 지원했다. 유엔의 압도적인 제공권과 해상 함포 지원 또한 대한민국군을 지원했으며, 아마도 이들이 전세를 뒤집는 데 결정적인 요인이었을 것이다. 9월 공세 초기 단계 이후, 조선인민군은 전방 부대에 보급하는 데 극복할 수 없는 어려움을 겪었다. 조선인민군의 보급 체계는 전선 이 지역에서 공격 작전을 지원하고 활용하는 데 필요한 병참 및 통신 문제를 해결할 수 없었다. 그럼에도 불구하고, 돌파는 매우 심각하여 미8군은 며칠 동안 후퇴를 고려하다가 결국 현 위치를 고수하기로 결정했다.

### 인용
1. ↑  Appleman 1998, 392쪽
2. ↑  Varhola 2004, 6쪽
3. ↑  Fehrenbach 2001, 138쪽
4. 1 2  Appleman 1998, 393쪽
5. ↑  Appleman 1998, 367쪽
6. ↑  Bowers, Hammong & MacGarrigle 2005, 149쪽
7. ↑  Appleman 1998, 369쪽
8. ↑  Fehrenbach 2001, 130쪽
9. ↑  Alexander 2003, 139쪽
10. ↑  Appleman 1998, 353쪽
11. ↑  Alexander 2003, 143쪽
12. 1 2  Catchpole 2001, 31쪽
13. ↑  Fehrenbach 2001, 136쪽
14. ↑  Fehrenbach 2001, 135쪽
15. 1 2  Fehrenbach 2001, 139쪽
16. ↑  Millett 2000, 508쪽
17. ↑  Alexander 2003, 181쪽
18. ↑  Appleman 1998, 395쪽
19. ↑  Appleman 1998, 396쪽
20. ↑  Millett 2000, 557쪽
21. 1 2  Appleman 1998, 397쪽
22. 1 2 3 4 5  Millett 2000, 558쪽
23. 1 2 3  Alexander 2003, 182쪽
24. 1 2 3  Catchpole 2001, 33쪽
25. 1 2 3 4  Appleman 1998, 398쪽
26. 1 2 3 4 5 6 7 8  Catchpole 2001, 34쪽
27. 1 2  Millett 2000, 559쪽
28. 1 2  Appleman 1998, 399쪽
29. ↑  Millett 2000, 560쪽
30. 1 2 3  Appleman 1998, 400쪽
31. 1 2 3 4  Appleman 1998, 401쪽
32. ↑  Millett 2000, 561쪽
33. 1 2 3  Appleman 1998, 402쪽
34. ↑  Appleman 1998, 403쪽
35. 1 2 3 4 5 6  Appleman 1998, 404쪽
36. 1 2  Millett 2000, 562쪽
37. 1 2 3 4  Appleman 1998, 405쪽
38. ↑  Millett 2000, 563쪽
39. 1 2 3 4 5  Appleman 1998, 406쪽
40. 1 2 3 4  Appleman 1998, 407쪽
41. 1 2 3  Appleman 1998, 408쪽
42. ↑  Bowers, Hammong & MacGarrigle 2005, 176쪽
43. ↑  Catchpole 2001, 36쪽
44. ↑  Alexander 2003, 185쪽